# ながえゆあ
ながえ ゆあ（11月30日  ）は、日本の女性声優。愛媛県出身。オフィスアネモネ預かり所属。「ギルドロップス」メンバー。2020年1月までの芸名は永恵 由彩（読み同じ）。

## 経歴
2016年10月に声優事務所・キャトルステラに入所し、預かり所属となる。デビュー作はブラウザ向けゲーム 『九十九姫』の雪童子。
2017年10月1日にそれまで所属していたキャトルステラを退所し、同月21日から声優事務所・BloomZに入所、預かり所属となる。翌年9月には預かり所属から準所属となる。
2018年4月からは、BSフジ放送の『ジャパコンProject「ギルドフレンズ 〜世界へ?本気です!〜」』にレギュラー出演。番組発の声優アイドルユニット「ギルドロップス」のメンバーとして声優アイドル活動を開始。メンバーカラーはピンク。同年9月にCD「ギルドロップス〜colors from『ギルドフレンズ』」でCDデビュー。
2018年10月より放送開始されたTVアニメ『俺が好きなのは妹だけど妹じゃない』の神坂春菜役で初のテレビアニメ準レギュラーキャラを務める。
2020年1月31日をもってBloomZを退所し、2月1日よりオフィスアネモネの預かり所属となる。また、芸名が漢字表記の永恵由彩から平仮名表記のながえゆあに変更された。

## 人物
趣味は絵を描くこと・コスプレ。特技にはイラスト・詩吟を挙げており、自身のTwitterにたびたびイラストを投稿している。2020年10月よりボイスを担当する警備会社・そうぶK.Bのイメージキャラクターは、ながえがキャラクターデザインおよびイラストを担当した。調理師の資格を持つ。
実兄にアニメーターの永江彰浩（スタジオコロリドなど）がおり、2023年にはウェブ番組で共演している。

## 出演
太字はメインキャラクター。

### テレビアニメ
2017年
- 王室教師ハイネ（女の子）

2018年
- 俺が好きなのは妹だけど妹じゃない（神坂春菜）

2019年
- シーサイド荘のアクアっ娘（オーシャ、ナレーション）

2020年
- 邪神ちゃんドロップキック'（岩手県民）
- 本好きの下剋上 司書になるためには手段を選んでいられません（孤児/男の子）
- パズドラ（女性たち）
- 神達に拾われた男（2020年 - 2023年、修道女、ベル） - 2シリーズ

2021年
- EX-ARM エクスアーム（小春流）
- 天地創造デザイン部（213）

2022年
- 彗星のフロイライン（サクラ）

2023年
- 彼女が公爵邸に行った理由

2024年
- 魔法少女にあこがれて（子供A）
- クマーバ（サギョウベンギン、キツネッサンス、リスバライ、ミツボシープ、ぴえろん 他） - 2シリーズ

### 劇場アニメ
- ラブライブ!The School Idol Movie（2015年）[19]

### OVA
- はじめてのギャル（2017年、幽霊、女子生徒）[19] - コミックス第5巻BD付き限定版
- 俺が好きなのは妹だけど妹じゃない（2019年、神坂春菜） - BD/DVD第1・2巻に収録

### Webアニメ
- Romanticスパイス カプサイジ伝説（2024年、ニンフィア[29]）

### 吹き替え
- フィール・ザ・ビート（英語版）（2020年、ミシェル〈カリーナ・バトリック〉）[30]

### テレビ番組
※はインターネット配信。
- ジャパコンProject『ギルドフレンズ 〜世界へ?本気です!〜』（2018年4月20日 - 2021年3月19日、BSフジ）[1]
- お尋ね ギルドロップス（2021年4月16日 - 、BSフジ）[31]

### ゲーム
2016年
- 九十九姫（雪童子）
- 少女とドラゴン（ドロシー、クリスタ、セオリツヒメ、ジキル、ヒルデガルデ＝ラル）
- あやかしスリンガーズ（ウィンディー・リトヴァ、ルナ）

2017年
- ソラヒメ（LaGG-1、MC.205 ヴェルトロ）
- ウチの姫さまがいちばんカワイイ（セルピナ）
- 戦場のツインテール（ハンナ）
- ビーナスイレブンびびっど!（サラ、撫子さゆき）
- バルディリア戦記（マローネ、ファナ）
- デスティニーチャイルド（セシャト）
- KKAnimals（動物達）

2019年
- Guns of Soul2（ルーシー）
- 三国覇王戦記（辛憲英）
- イースIX -Monstrum NOX-（マリィ、マーガレットほか）
- にじいろLive（エル）
- 妖怪正伝〜もののけ山海経〜（陽主-芝罘、紅血蝶-芝罘、天仙娘々、白骨児、霧鬼、霧タヌキ)

2020年
- SoundPuzzle（Pattern5）
- 獅子の如く（大祝鶴）
- にゃんグリラ（ジジ）
- KKMAdv
- ビビッドアーミー（ベアトリス）
- 野生少女（デリー、フィリス）

2021年
- ひめがみ神楽（狛犬、花精、雪女）
- 鋼鉄戦記C21（シノ・イクスロード、シノ・イクスライン）
- けものフレンズ3（イエイヌ〈シベリアンハスキー〉）
- 閃乱忍忍忍者大戦ネプテューヌ -少女達の響艶-（ファントマキア、ネコマサ、おばけスイカ）
- 英雄伝説 黎の軌跡（ハル）
- フェアリースフィア（ラグドール）
- 少女廻戦 時空恋姫の万華境界へ（曹彰）

2022年
- モンスターストライク（カドゥケウス・ロッド 妹）
- 超次元ゲイム ネプテューヌ Sisters vs Sisters（上海アリスちゃん）
- 逆転オセロニア（ウォルプタース）

2023年
- イースX -NORDICS-（サシュ）

### ドラマCD
- ちゃんおぷ学園 巫女部の一日（2017年、ゆあ）[62]
- TVアニメ『俺が好きなのは妹だけど妹じゃない』 OPテーマ「Secret Story」収録ミニドラマ（2018年、神坂春菜） ※アニメコラボ盤[63]
- ちゃんおぷ学園アイドル部！（2019年、ゆあん）[64]
- オフロコ vol.1（2019年、教官、犯人、少年2）[65]
- ちゃんおぷ学園OSS研究会の1日（2019年、ゆあん）[66]
- ちゃんおぷ学園VR部（2021年、ゆあん）[67][68]

### ラジオ
※はインターネット配信。
- ギルドロップス&フレンズ（2018年10月3日 - 、八王子エフエム）[69]

### インターネット番組
- 小市眞琴・武田羅梨沙多胡・ながえゆあの『お絵かきDIY！』（2021年 - 、ニコニコ生放送）[70]

### その他コンテンツ
- そうぶK.B イメージキャラクター（ソウブちゃん） ※キャラクターデザインも担当[16]

### 舞台・朗読劇
- 黒薔薇少女地獄 第五回公演「亡国ニ祈ル天ハ、アラセラレルカ」（2017年9月23日 - 10月1日、SPACE 雑遊） - 氷高 役
- 歌と朗読劇「マジカルペンシル・マジビジョ!」（2018年4月26日 - 30日、Gaba-Sugoka）[71]
  - 歌と朗読劇「マジカルペンシル・マジビジョ!」〜ハロウィーン〜（2018年10月17日・20日・21日、シアターブラッツ）
- 「おへんろ。歴史探求阿波踊り編」朗読会 第10回（2018年11月21日、マチ★アソビCAFE東京店）[72]

### シリーズ一覧
1. ↑  第1期（2020年）、第2期『2』（2023年）
2. ↑  シーズン1（2024年）、シーズン2（2024年）